# Sobairce
Sobairce (fl. XVI-XII secolo a.C.) figlio di Ebric e discendente di Míl Espáine, fu, secondo la leggenda e la tradizione storica irlandese medievale, re supremo d'Irlanda insieme al fratello Cermna Finn.
Presero il potere dopo che Cermna aveva ucciso in battaglia a Tara il precedente sovrano supremo Eochaid Étgudach. Furono i primi re supremi Ulaid. Divisero tra di loro l'isola: il confine tra le due sfere di dominio andava da Drogheda a Limerick. Cermna regnò sul sud da Dún Cermna (che Keating identifica come Downmacpatrick nel Kinsale, contea di Cork), Sobairce sul nord da Dún Sobairce (Dunseverick nella contea di Antrim). Regnarono per 14 anni. Sobairce fu ucciso da Eochaid Menn, figlio del sovrano dei Fomoriani. Cermna fu ucciso in quello stesso anno da Eochaid Faebar Glas, figlio del precedente re supremo Conmáel nella battaglia di Dún Cermna. Il Lebor Gabála Érenn sincronizza i loro regni con quelli di Laostene in Assiria e di Rehoboam in Giuda. Goffredo Keating data il loro regno dal 1155 al 1115 a.C., gli Annali dei Quattro Maestri dal 1533 al 1493 a.C.